# Loutre Noire
Die Loutre Noire (deutsch Schwarze Lauter) ist ein knapp achtzehn Kilometer langer Bach in Frankreich, der im Département Meurthe-et-Moselle in der Region Grand Est verläuft. Sie ist ein linker und südöstlicher Zufluss der Seille.

## Geographie

### Verlauf
Die Loutre Noire entspringt im Gemeindegebiet von Réchicourt-la-Petite, entwässert generell in nordwestlicher Richtung und mündet nach knapp 18 Kilometern gegenüber von Pettoncourt, jedoch im Gemeindegebiet von Moncel-sur-Seille, als linker Nebenfluss in die Seille. Bei ihrer Mündung stößt sie an das benachbarte Département Moselle.

### Zuflüsse
(Reihenfolge in Fließrichtung)
- Ruisseau du Breuil (rechts), 1,3 km
- Ruisseau de la Grande Prairie (links), 4,7 km
- Ruisseau de St-Jean (rechts), 1,0 km
- Ruisseau de la Basse de Ligniere (rechts), 1,9 km
- Ruisseau du Paquis de la Corre (rechts), 2,3 km
- Ruisseau de l’Étang de Bezange (rechts), 2,4 km
- Ruisseau d’Athienville (links), 7,2 km
- Ruisseau des Pres Thiebaut (links), 4,9 km
- Rupt de Geneve (links), 4,5 km

### Orte am Fluss
(Reihenfolge in Fließrichtung)
- Juvrecourt
- Bezange-la-Grande
- Moncel-sur-Seille